# Formule Renault 2.0

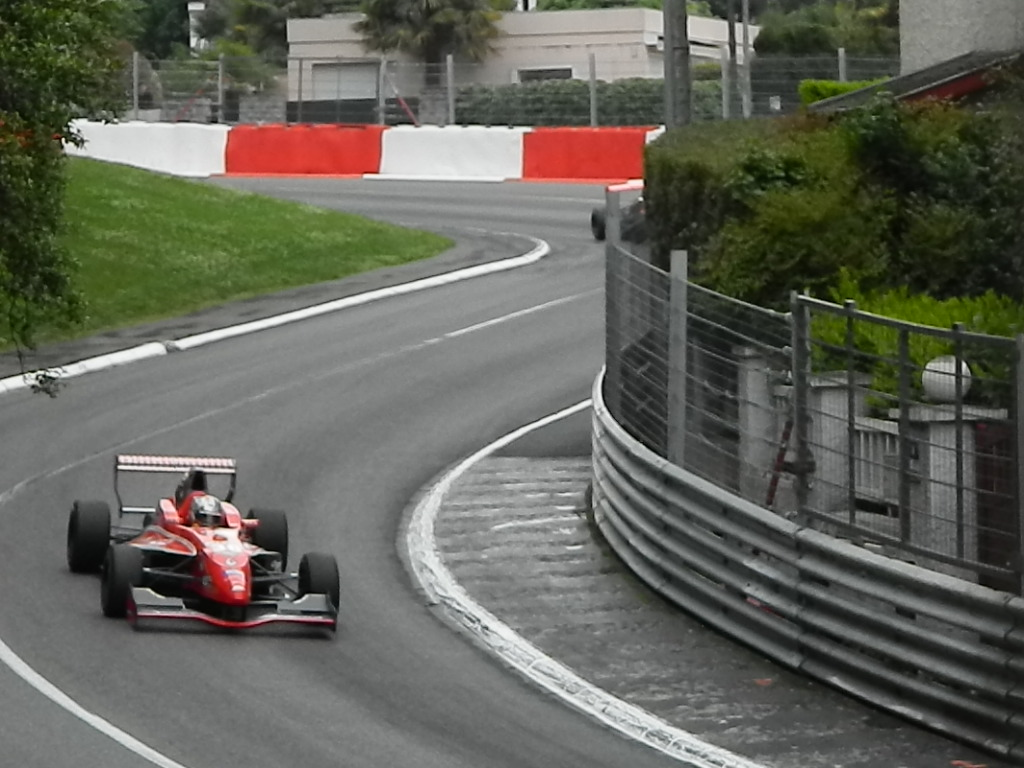
Le Français Norman Nato au volant d'une FR2.0 lors du Grand Prix de Pau 2012.

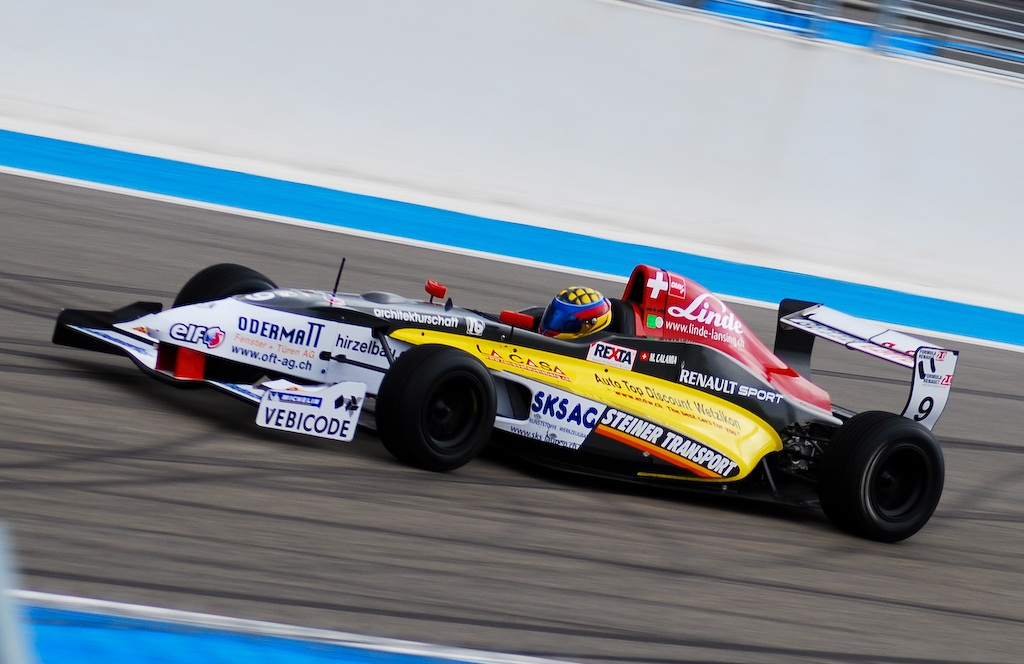
Mauro Calamia en action au Castellet.

La Formule Renault 2,0 litres (abrégé en FR2.0) est une catégorie de voitures de compétition de type monoplace.

## Histoire
La Formule Renault remplace la Formule France en 1971, le service Promotion Sportive Renault est créé sous la houlette de Jacques Feret.
NB: de 1968 à 1999, les constructeurs des châssis sont nombreux, à partir de 2000, la Formule Renault devient monotype ((Tatuus) sauf Caparo de 2010 à 2012))
- 1968-1970 : Formule France, châssis tubulaire, moteur/boîte de Renault 8 Gordini de 110 ch ;
- 1971 : Formule Renault, châssis tubulaire, moteur/boîte de Renault 8 Gordini de 110 ch ;
- 1972-1980 : Formule Renault, moteur/boîte de Renault 12 Gordini 130 ch ;
- 1975-1977 : Formule Renault Europe, moteur et boîte issus de Renault 12 Gordini porté a 155 ch ;
- 1982-1988 : Formule Renault Turbo, coque aluminium (Martini MK44), moteur et boîte de Renault 18 Turbo ;
- 1989-1994 : Formule Renault atmosphérique, châssis tubulaire (Martini MK57 MK59 MK61 MK63 MK65), moteur Renault 21 GTS de 130 ch (F2N), boîte de Renault Espace (NG311);
- 1995-1999 : Formule Renault 95, châssis tubulaire (Martini MK71 MK72 MK76 MK78 et Tatuus RC Formula Renault), moteur Renault Laguna 2.0 porté à 165 ch puis 185 ch(F3R), boîte cinq rapports Hewland (LD200) à crabots ;
- 2000-2009 : Formule Renault 2000 (renommé 2.0 en 2006), coque carbone (Tatuus Formula Renault 2000, évos en 2004 et 2007), moteur de Renault Clio II RS 2.0 F4R700 à 738 développant 185 ch, boîte SADEV séquentielle à six rapports ;
- 2010-2012 : Formule Renault 2.0, coque carbone (Caparo), moteur de Renault Clio III RS 2.0 F4R832 développant 210 ch, boîte SADEV séquentielle commande électrique à 7 rapports, palettes au volant ;
- 2013-2019 : Formule Renault 2.0, Coque carbone (à la demande de Renault, Tatuus refait un châssis et de nouvelles carrosseries en utilisant toute la mécanique monté sur le châssis Caparo)

La Formule Renault disparait peu à peu à la fin de 2019, remplacée par la Formule 3 régionale (FRECA) ou la Formule 4.

## Formule Renault 2000
En 1999 le directeur de Renault Sport demande à la Promotion Sportive Renault, petite unité de huit personnes dont cinq techniciens, de créer une situation de rupture entre la nouvelle Formule Renault et le monde de la monoplace. Conçue par les techniciens de la Promotion Sportive de Renault Sport, cette nouvelle monoplace concentre des techniques de pointe (coque carbone, boîte de vitesses séquentielle, aérodynamique poussée).
La Promotion Sportive Renault forte de son expérience dans le domaine depuis 1972, a lancé un appel d'offres sur un cahier des charges très précis, en voici les grandes lignes[réf. nécessaire] :
- La nouvelle monoplace sera monotype (toutes les voitures seront semblables) ;
- Le châssis sera une coque carbone ;
- La boîte de vitesses sera séquentielle (robotisée) ;
- Le design sera assisté par RDI (Renault Design Industriel) ;
- La Promotion Sportive Renault Sport sera maître d'œuvre de l'ensemble du projet ;
- Le prix sera de 20 000 euros.

Après consultation, les sous-traitants retenus sont :
- Tatuus pour le châssis, les trains et la suspension ;
- SADEV pour la boîte de vitesses séquentielle ;
- XAP pour le tableau de bord et le coupe-batterie ;
- Orbisound pour l'échappement ;
- Speedline pour les roues ;
- Michelin pour les pneumatiques.

Le cahier des charges a été tenu, seul le prix a été augmenté avec une prix de vente de 22 000 euros, moteur inclus. Le succès a été immédiat puisque dès la première année plusieurs championnats nationaux ont choisi la Formule Renault 2000, Europe, Grande Bretagne, France, Allemagne, Italie, Asie, outre-Atlantique Mexique, USA, Brésil. 780 voitures seront vendues dès les trois premières années et 1 000 exemplaires seront vendus au total pendant les dix années d'activité de la Formule Renault 2000. De nombreux pilotes de Formule 1 passeront par cette catégorie.
Elle s’appellera ensuite Formule Renault 2.0, son changement d'appellation s'accompagnera d'une forte évolution du prix de vente.
Une nouvelle voiture développée par Barazi-Epsilon apparait en 2010 dans les championnats Eurocup Formula Renault 2.0, Formula Renault 2.0 Northern European Cup, British Formula Renault Championship, et en 2011 dans le championnat Formula Renault 2.0 ALPS, alors que les autres championnats encore en activité continuent à utiliser les châssis Tatuus.

### Spécifications
Les voitures sont des monoplaces possédant un châssis Tatuus couplé à des moteurs 2 litres issus des Renault Clio avec une boîte de vitesses SADEV. Elles peuvent accélérer de 0 à 100 km/h en 4,85 secondes et freiner de 200 km/h pour s'arrêter en 4,60 secondes. Les performances sont supérieures à la FR précédente, cinq secondes au tour à Nogaro par exemple.
Châssis
- Type : Monocoque carbone
- Éléments aérodynamiques : aileron avant, aileron arrière, diffuseur
- Sécurité : standard 2011 FIA F3 safety norms.

Moteur
- Type F4R 832 L4 de 1 998 cm3
- Alésage et course : 82,7 x 93 mm
- Puissance maxi : 210 ch
- Couple maxi : 220 N m
- Régime maxi : 7 500 tr/min

Transmission
- Boîte de vitesses : séquentielle à sept rapports, commande électrique
- Commande : palettes au volant
- Différentiel : autobloquant à glissement limité
- Embrayage : bi-disque

Trains et suspensions
- Avant : un amortisseur 2 voies réglables
- Arrière : deux amortisseurs 2 voies réglables
- Freins avant et arrière : disques flottants, étriers à 4 pistons

Roues
- Jantes : aluminium, avant 9 x 13", arrière : 10 x 13"
- Pneumatiques : Michelin, avant : 20-54 x 13, arrière 24-57 x 13, RST 2.0 (slick) et RST 2.0R (pluie)

Dimensions, poids et capacités
- Longueur / largeur / hauteur : 4 363 / 1 733 / 963 mm
- Empattement : 2 730 mm
- Voies AV/AR : 1 502 / 1 440 mm
- Réservoir carburant : 50 litres
- Poids à vide : 520 kg

Une nouvelle voiture, développée par Barazi-Epsilon est apparue en 2010,dans les championnats Eurocup Formula Renault 2.0, Formula Renault 2.0 Northern European Cup, British Formula Renault Championship, en 2011 dans le championnat Formula Renault 2.0 ALPS, alors que les autres championnats encore en activité continuaient à utiliser les châssis Tatuus.

## Championnats
| Europe                                | Europe                                           | Europe              | Europe | Europe | Europe        | Europe |
| Zone/Pays                             | Nom officiel                                     | Années              | Pneus  | Notes | Winter Series |        |
| ------------------------------------- | ------------------------------------------------ | ------------------- | ------ | --- | ------------- | ------ |
| Alpes                                 | Championnat d'Italie de Formule Renault          | 2000-2010           | M      | Ancien nom : Formula Renault 2000 Italia (2000-2004) | 2001-2008     |        |
| Alpes                                 | Formula Renault 2.0 MEC                          | 2002-2010           | M      | Ancien noms : Formule Renault 2.0 Suisse, Renault Speed Trophy F2000, (LO) Formula Renault 2.0 Switzerland. |               |        |
| Alpes                                 | Formula Renault 2.0 ALPS                         | 2011-2015           | M      | Créé à partir de la fusion des championnats italiens et suisses. |               |        |
| Estonie                               | Formula Renault 2.0 Estonia                      | 2008                | M      | Un seul champion : Jesse Krohn (Finlande). |               |        |
| Europe                                | Challenge Européen de Formule Renault            | 1972-1974           | M      | Remplace le Critérium de Formule Renault (1973-1974) |               |        |
| Europe                                | Challenge de Formule Renault Europe              | 1975-1977           | M      | Remplace le: Championnat de France de Formule 3 |               |        |
| Europe                                | Eurocup Formula Renault 2.0                      | 1991-2018           | M      | Championnat intégré au World Series by Renault. Ancien noms : Rencontres Internationales de Formule Renault (1991-1992), Formula Renault Eurocup (1993-1999), Formula Renault 2000 Eurocup (2000-2002,2004), Formula Renault 2000 Masters (2003). Le championnat devient un championnat de Formule 3 régionale en 2019. |               |        |
| Europe du Nord                        | Formula Renault 2.0 Germany                      | 1991-1999 2001-2005 | M      | A fusionné avec la Formula Renault 2.0 Netherlands (Championnat néerlandais) pour créer la Formula Renault 2.0 Northern European Cup. Ancien noms : Formula Renault 2000 Germany, Formula Renault 2.0 Germany. |               |        |
| Europe du Nord                        | Formula Renault 2.0 Netherlands                  | 1991-1995 2003-2005 | M      | A fusionné avec la Formula Renault 2.0 Germany (Championnat allemand) pour créer Formula Renault 2.0 Northern European Cup. Ancien nom : Formula Renault 2000 Netherlands. |               |        |
| Europe du Nord                        | Formula Renault 2.0 Northern European Cup        | 2006-2018           | M      | Créé à partir de la fusion des Championnats néerlandais et allemands. Abrégé en Formula Renault 2.0 NEC. |               |        |
| Europe du Nord                        | Formula Renault 2.0 Northern European Cup FR2000 | 2010                | M      | Deuxième classe du championnat Formula Renault 2.0 Northern European Cup. |               |        |
| Portugal                              | Fórmula Júnior FR2.0 Portugal                    | 2008                | M      | Un seul champion : Gonçalo Araújo (Portugal) | 2008          |        |
| Scandinavie                           | Formula Renault 2.0 Nordic Series                | 2002-2006           | M      | Ancien nom : Formula Renault 2000 Scandinavia |               |        |
| Scandinavie                           | Formula Renault 2.0 Finland                      | 2008-2010           | M      | Organisé par AKK-Motorsport et Renault Sport Allemagne. |               |        |
| Scandinavie                           | Formula Renault 2.0 Sweden                       | 2009-2010           | M      | Organisé par Joakim Wiedesheim et Renault Sport Suède. |               |        |
| Espagne                               | Championnat d'Espagne de Formule Renault         | 1991-1997           | M      | Aussi connu sous le nom Campeonato de España de Fórmula Renault remplacé par les World Series by Nissan en 1998. |               |        |
| Royaume-Uni                           | British Formula Renault Championship             | 1989-2011           | M      | Pneus Michelin utilisés depuis 1992. Aussi connus sous le nom Formula Renault 2.0 UK. Ancien nom : Formula Renault Sport UK (1995-99), Formula Renault 2000 UK (2000-2004). | 1998-2011     |        |
| Royaume-Uni                           | BARC Formula Renault                             | 1995-2014           | M      | Aussi connu sous le nom « FR2000 class » depuis 2005 | 2007-2014     |        |
| France / Belgique / Europe de l'Ouest | Championnat de France de Formule Renault         | 1971-1972 1975-2007 | M      | Aussi connue sous le nom Championnat de France Formula Renault 2.0 (2005-2007). Anciens noms : Critérium de Formule Renault (1971-1972), Championnat de Formule Renault Nationale (1975-1977), Championnat de France Formule Renault (1978-1980), Championnat de France Formule Renault Turbo (1981-1988), Championnat de France Formule Renault (1989-1999), et Championnat de France Formule Renault 2000 (2000-2004). Remplacé par la F Renault 2.0 WEC. |               |        |
| France / Belgique / Europe de l'Ouest | Formula Renault 2.0 West European Cup            | 2008-2009           | M      | Remplace le championnat de France. Également appelé Formula Renault 2.0 WEC. |               |        |
| Amérique                              |                                                  |                     |        | |               |        |
| Zone/Pays                             | Nom officiel                                     | Années              | Pneus  | Notes | Winter Series |        |
| Argentine                             | Championnat d'Argentine de Formule Renault       | 1980-?              | P      | |               |        |
| Brésil                                | Formula Renault 2.0 Brazil                       | 2002-2006           | P      | Ancien noms : Formula Renault 2000 Brazil. |               |        |
| Amérique latine                       | Championnat du Mexique de Formule Renault        | 2002-2004           | M      | Remplacé par la Formula Renault 2000 de America |               |        |
| Amérique latine                       | Formula Renault 2000 de America                  | 2005-2007           | M      | Remplace le Championnat du Mexique de Formule Renault. |               |        |
| Amérique du Nord                      | North American Fran Am 2000 Pro Championship     | 2002-2003           | M      | Remplacé par la Formula TR 2000 Pro Series. Ancien nom : North American Formula Renault 2000. | 2003          |        |
| Amérique du Nord                      | Formula TR 2000 Pro Series                       | 2004-2007           | Y      | USA, disputé uniquement sur la côte ouest. | 2004          |        |
| Asie                                  |                                                  |                     |        | |               |        |
| Zone/Pays                             | Nom officiel                                     | Années              | Pneus  | Notes | Winter Series |        |
| Asie                                  | Asian Formula Renault Series                     | 2002-2019           | K      | Ancien nom : Asian Formula Renault Challenge. Principalement disputé en Chine. |               |        |

Courses spéciales
- Formula Renault 2.0 Pau Trophy